# Luigi Pennazzi
Il conte Luigi Pennazzi (L'Avana, 5 febbraio 1838 – Madrid, 22 ottobre 1895) è stato un viaggiatore, esploratore e scrittore italiano.

## Biografia
Figlio di Luigi  (+ 1861) maggiordomo del duca di Parma, e di Frances McKeige (+ 1874) di famiglia irlandese stabilita a Boston. Di antica origine parmigiana, i Pennazzi erano una famiglia di gentiluomini appartenenti alla Corte del Duca di Parma e Piacenza.
Tra il 1853 e il 1855, come cadetto, fu inviato dal duca Carlo III di Borbone alla Scuola militare di Bruxelles ed in seguito a Marsiglia dove terminò gli studi militari.
Sposò nel 1862 la contessa Albertina Ferrari (+ 1876), originaria di San Secondo Parmense, e si stabilì nella casa paterna a Cortemaggiore.
Fu presidente della Società Operaia di San Secondo Parmense.
Dal 1889 al 1893 fu direttore delle saline Burgarella di Aden nello Yemen, incarico lasciato per motivi di salute.
Morì presso la figlia Angela a Madrid nel 1895, senza lasciare eredi diretti maschi, essendo i figli, tenenti Garibaldi (detto Gino) e Lincoln (detto Walter), caduti valorosamente nelle battaglie di Agordat e di Adua; entrambi sono stati decorati con medaglia d'argento al valor militare alla memoria, e ricordati nelle lapidi del sacrario dell'Accademia Militare di Modena.
Alla sua memoria è stata dedicata una via a Piacenza, a Parma, a Roma e, ai tempi della colonia italiana di Eritrea, ad Asmara.

## Viaggi
A soli diciotto anni, nel 1857 attraversò a cavallo la Cordigliera delle Ande, da Valparaiso a Rosario di Santa Fé, primo di una serie di lunghi viaggi in terre lontane, amore di tutta la sua vita di esploratore.
Instancabile viaggiatore, fu in Messico e poi visitò la Mesopotamia.
Nel 1875, in cerca di nuove avventure, risalì il corso del Nilo fino a Gondokoro, allora ultimo limite navigabile, presso l'odierna Juba nel Sud Sudan.
Nel 1880 intraprese un lungo viaggio a scopo coloniale in Eritrea e Sudan. Insieme al figlio Garibaldi e al tenente Bessone di Torino, esplorò la zona compresa tra Massaua, Cassala e Khartum;  in seguito (1882-83) ripercorse in senso inverso l'itinerario Khartum - Massaua, accompagnato dall'avvocato Guglielmo Godio e dallo zoologo Moretti. Fu uno dei rari conoscitori europei della zona interna alla costa tra Suakin e Massaua, tra Eritrea e Sudan.
Trovandosi a Suakin nel 1881, ebbe la ventura di soccorrere ed assistere l'esploratore e già governatore della provincia del Bahr-al-Ghazal, Romolo Gessi pascià che rimpatriava in italia; l'episodio è narrato nella sua opera Dal Po ai due Nili.
Tra il 1888 e il 1889, formò un comitato per la fondazione di agenzie di commercio in Etiopia, e fece finanziare una sua spedizione con altri due italiani ed un interprete locale, diretta allo Scioà, partita nel maggio 1889, senza risultati.

## Attività militari
Combattente nella seconda guerra d'indipendenza italiana e nella terza guerra d'indipendenza italiana,
Nel 1859 combatté nella battaglia di Solferino e San Martino.
Con Garibaldi partecipò ai fatti d’arme d’Aspromonte - fu uno dei capi delle dimostrazioni successive - e fu sospettato come repubblicano e come tale sottoposto nel 1863 a vigilanza da parte della polizia politica.
Partecipò alle campagne garibaldine del Trentino e di Mentana.
Nel 1870, si unì alla campagna di Francia contro i Prussiani.
Nel 1878 organizzò un gruppo di combattenti italiani coi quali partecipò alla lotta per l'indipendenza greca, battendosi con valore a Licuni. Fu professore alla Scuola militare di Modena.

## Opere
Come giornalista collaborò a numerose riviste specializzate di tecnica militare e, in veste di conferenziere venne chiamato per riferire dei suoi viaggi e delle sue scoperte in diverse accademie. Pubblicò numerosi opuscoli di argomento coloniale. Tra le opere principali:
- La Grecia moderna, ricordi del conte L. P. Comandante gli insorti Epiroti nel 1878, Milano, Fratelli Treves, 1879
- Luigi Pannezzi, Dal Po ai due Nili, 1ª ed., Milano, Fratelli Treves, 1882.
- Luigi Pannezzi, Dal Po ai due Nili, 2ª ed., Modena, Soliani, 1887.
- Sudan e Abissinia, Zanichelli, 1885
- Africa Orientale, Napoli, L. Pierro, 1888